# Coelorinchus pardus
Coelorinchus pardus är en fiskart som beskrevs av Tomio Iwamoto och Williams, 1999. Coelorinchus pardus ingår i släktet Coelorinchus och familjen skolästfiskar. Inga underarter finns listade i Catalogue of Life.